# Puerto Guzmán
Puerto Guzmán is een gemeente in het Colombiaanse departement Putumayo. De gemeente werd pas gesticht in 1975 en officieel een gemeente in 1994 en telt 5114 inwoners (2005).
Colón · Mocoa · Orito · Puerto Asís · Puerto Caycedo · Puerto Guzmán · Puerto Leguízamo · San Francisco · San Miguel · Santiago · Sibundoy · Valle del Guamuez · Villagarzón